# Phorbia lobatoides
Phorbia lobatoides este o specie de muște din genul Phorbia, familia Anthomyiidae, descrisă de Masayoshi Suwa în anul 1977.
Este endemică în Nepal. Conform Catalogue of Life specia Phorbia lobatoides nu are subspecii cunoscute.